# 艾卡夏巴足球會
艾卡夏巴足球會 (直译：「电力体育俱乐部」)是一家位于伊拉克巴格达市中心拉萨法区的足球俱乐部，於2001年成立。
艾卡夏巴足球會于2001年7月21日由萨阿德·阿卜杜勒哈米德·阿尔-哈蒂卜（Saad Abdul Hamed Al-Khatib）在伊拉克电力部创立，他是俱乐部的第一任主席。他们在2004-05赛季首次进入伊拉克足球超级联赛，一直留在联赛中直到2013年降级至伊拉克甲级联赛。在教练夏克尔·马哈茂德（Shaker Mahmoud）的带领下重新获得晋级资格重返超级联赛，并从那时起一直保持在联赛中的位置。
在2017-18赛季,电力队创造俱乐部历史上最佳的联赛成绩排名第五，并在2022-23赛季重复了这一成绩。他们在2018-19赛季首次杀入伊拉克足协杯决赛但最终不敌艾祖拉无缘冠军。2021-22赛季，他们再次进入伊拉克足协杯决赛，但不幸又一次失利被艾卡克击败。
尽管在2022-23赛季伊拉克超级联赛中仅排名第五，但由于获得参赛执照艾卡夏巴将在2023-24赛季首次亮相亞洲足協盃。

## 榮譽
- 伊拉克足總盃
  - 亞軍 (2): 2018–19, 2021–22